# RSV Blitz Lauterbach
Radsportverein „Blitz“ Lauterbach ist einer der erfolgreichsten Radsportvereine im Radball in Deutschland. Die Geschichte des Vereines geht auf das Jahr 1899 zurück.

## Geschichte
In Lauterbach, einem Ort im Landkreis Rottweil im Schwarzwald, gründeten David Moosmann, Fritz Schmid, Lukas Haberstroh, Paul Haberstroh, Willi Oehler und ein Herr Mauch im Jahr 1899 den Radfahrverein „Blitz“ Lauterbach. Der Verein entwickelte sich zu Beginn des zwanzigsten Jahrhunderts schnell. Bei vielen Korsos und Straßenrennen nahm der Verein teil. Der Radrennsport konnte für die eingeschränkten Verhältnisse dieser Zeit und in der Provinz beachtliche Erfolge verbuchen: Viktor und Willi Neff, Karl und Robert Moosmann, Josef Haberstroh, Leo Oehler und Hugo Moosmann erzielten erstmals überregionale Erfolge für den Radsportverein. Die größten Erfolge damals waren die viermalige Erringung der Schwarzwaldverbandsmeisterschaft im Vierermannschaftsfahren. Etwa zu dieser Zeit wurde in Lauterbach mit dem Hallenradsport begonnen. Anfangs stand nur das Kunstradfahren auf dem Programm. In der Zeit des Nationalsozialismus und des Zweiten Weltkrieges waren viele Mitglieder im Krieg, jedoch wurde der Vereinsbetrieb aufrechterhalten. 1940 hatte der Verein 80 Mitglieder.
Schon 1944 gab es Radball Jugendspiele, 1947 eine weitere Hallenradsportveranstaltung. 1948 wurden Karl Buchholz und Lothar Zink Jugendzonenmeister. Da die französische Militärregierung das Betreiben einzelner Vereine verboten hatte, wurde der „Blitz“ von 1945 bis ca. 1949 „VFB“ genannt. Der Verein konnte bereits am 25. Juli 1949 seine eigene Rennbahn eröffnen.

## Organisation
Heute (2013) hat der RSV Blitz Lauterbach eine Mannschaft in der 2. Bundesliga und Junioren und Schüler-Teams. Seit 2010 gibt es eine Damenabteilung.
Der RSV „Blitz“ Lauterbach ist Mitglied im Bund Deutscher Radfahrer, im Württembergischen Radsportverband und Württembergischen Landessportbund. Der Verein wurde mit dem Silbernen Lorbeerblatt ausgezeichnet.

## Platzierungen bei bedeutenden Wettkämpfen im Radball
Weltmeisterschaften
- 5. Platz bei der Weltmeisterschaft 1958 in Karl-Marx-Stadt: Karl und Manfred Buchholz
- 1. Platz bei der Weltmeisterschaft 1959 in Stuttgart: Karl und Oskar Buchholz
- 1. Platz bei der Weltmeisterschaft 1961 in St. Gallen: Karl und Oskar Buchholz
- 1. Platz bei der Weltmeisterschaft 1962 in Wien: Karl und Oskar Buchholz
- 1. Platz bei der Weltmeisterschaft 1963 in Basel: Karl und Oskar Buchholz
- 1. Platz bei der Weltmeisterschaft 1964 in Kopenhagen: Karl und Oskar Buchholz
- 2. Platz bei der Weltmeisterschaft 1986 in Genk: Jürgen und Werner King
- 2. Platz bei der Weltmeisterschaft 1987 in Herning: Jürgen und Werner King
- 2. Platz bei der Weltmeisterschaft 1989 in Herlen: Jürgen und Werner King
- 1. Platz bei der Weltmeisterschaft 1991 in Brünn: Jürgen und Werner King
- 1. Platz bei der Weltmeisterschaft 1992 in Zürich: Jürgen und Werner King
- 3. Platz bei der Weltmeisterschaft 1993 in Hongkong: Jürgen und Werner King
- 1. Platz bei der Weltmeisterschaft 1994 in Saarbrücken: Jürgen und Werner King

Deutsche Meisterschaften
- 2. Platz bei der Deutschen Meisterschaft 1956: Karl Buchholz und Siegfried Pfau
- 3. Platz bei der Deutschen Meisterschaft 1957: Manfred und Karl Buchholz
- 3. Platz bei der Deutschen Meisterschaft 1958: Karl und Oskar Buchholz
- 1. Platz bei der Deutschen Meisterschaft 1959: Karl und Oskar Buchholz
- 2. Platz bei der Deutschen Meisterschaft 1960: Karl und Oskar Buchholz
- 1. Platz bei der Deutschen Meisterschaft 1961: Karl und Oskar Buchholz
- 1. Platz bei der Deutschen Meisterschaft 1962: Karl und Oskar Buchholz
- 1. Platz bei der Deutschen Meisterschaft 1963: Karl und Oskar Buchholz
- 1. Platz bei der Deutschen Meisterschaft 1964: Karl und Oskar Buchholz
- 1. Platz bei der Deutschen Meisterschaft 1965: Karl und Oskar Buchholz
- 4. Platz bei der Deutschen Meisterschaft 1967: Manfred und Oskar Buchholz
- 2. Platz bei der Deutschen Meisterschaft 1968: Manfred und Oskar Buchholz
- 4. Platz bei der Deutschen Meisterschaft 1969: Manfred und Oskar Buchholz
- 1. Platz bei der Deutschen Meisterschaft 1985: Jürgen und Werner King
- 1. Platz bei der Deutschen Meisterschaft 1986: Jürgen und Werner King
- 1. Platz bei der Deutschen Meisterschaft 1987: Jürgen und Werner King